# Francisco Rodríguez Adrados
Francisco Rodríguez Adrados est un helléniste espagnol né à Salamanque le 29 mars 1922 et mort le 21 juillet 2020 à Madrid. 

## Carrière
Francisco Rodríguez Adrados suit des études de lettres classiques à l'université de Salamanque et y devient licencié en 1944, puis il obtient un doctorat en philologie classique en 1946 à l'université Complutense de Madrid. En 1949 il enseigne le grec à l'Institut du Cardinal Cisneros (es) de Madrid, puis occupe en 1951 la chaire de grec de l'université de Barcelone et en 1952 celle de l'université Complutense de Madrid, dont il devient professeur émérite après y avoir enseigné plus de trente ans (1952-1988). Il dirige le Département grec de l'université nationale d'enseignement à distance (UNED) entre 1972 et 1976.
Francisco Adrados s'est beaucoup engagé en faveur des études classiques dans l'enseignement. Il est ainsi l'un des fondateurs, en 1954, de la Société espagnole d'études classiques, qu'il présida ensuite.
Il dirige la revue Emérita et la Revista Española de Lingüística. Il a collaboré à des journaux de diffusion nationale, comme ABC ou El Mundo.
Il dirige l’immense Diccionario griego-español et la collection « Alma Mater » des classiques grecs et latins du Conseil supérieur de la recherche scientifique espagnol (CSIC).

## Recherches et publications
Ses travaux, principalement orientés vers la linguistique générale, indo-européenne et grecque, sont connus dans le monde entier. Il est l'auteur d'essais sur la littérature grecque, ou encore d'ouvrages de philosophie et d'histoire. 
Il laisse une œuvre importante de plus d'une trentaine de titres sur la linguistique indo-européenne, grecque et indienne, en plus de son travail d'éditeur et de traducteur de textes classiques grecs et sanskrits. Il a ainsi traduit, entre autres, la prose de Thucydide et d'Aristophane. En tant que philologue, il est un défenseur de l'origine aquitaine des Basques et de la langue basque.
Il a également été responsable de la poursuite de la collection Alma Mater en 1973 pour la diffusion d'auteurs grecs et latins, qui a publié plus d'une centaine de volumes et est unique en Espagne pour ses éditions bilingues, d'Hésiode à Saint Augustin, de Xénophon à Apulée.

## Distinctions
Président d'honneur de la Société espagnole des études classiques (SEEC) et de la Société espagnole de linguistique (SEL), il est également membre d'institutions comme la Real Academia Española (1990), l’Académie argentine des Lettres (1995) et l'Académie d'Athènes (2003). 
- Prix national des lettres espagnoles (2012)
- Prix national de la traduction (2005)
- Prix de journalisme González-Ruano (2004)[3]
- Grand-croix de l'ordre civil d'Alphonse X le Sage (1997)
- Ordre grec de l'Honneur (1996)
- Prix Aristote de la Fondation Onassis (1989)
- Prix Menéndez Pidal de recherche en sciences humaines (1988)

## Publications
Par ordre chronologique.

### Ouvrages
- El Río de la literatura (2013)
- El Reloj de la historia (2006)
- Defendiendo la enseñanza de los clásicos griegos y latinos (2003)
- Humanidades y enseñanza (2002)
- Democracia y literatura en la Atenas clásica (1997)
- Sociedad, amor y poesía en la Grecia Antigua (1995-1996)
- El Cuento erótico griego, latino e indio (1993)
- Líricos griegos elegíacos y yambografos arcaicos, 2 volumes (1956-1959, 2e édition : 1990)
- Entretiens sur l'antiquité classique (en français, 1985)
- Lingüística estructural (1969, 2e édition : 2000)
- Védico y sánscrito clásico (1953)

### Dictionnaires
- La Lexicografía griega y el diccionario griego-españo (2005)
- Diccionario micénico, 2 volumes (1993-1995)
- Diccionario Griego-Español (DGE), 8 volumes parus (1980-…)